# HTML Tidy
HTML Tidy — компьютерная программа и библиотека, целью которой является исправление неверного HTML и улучшение внешнего вида и стиля отступов полученной разметки.
Она была разработана Дейвом Рэггеттом из Консорциума Всемирной паутины (W3C), затем перенесена в проект SourceForge. Её исходный код написан на ANSI C для максимальной переносимости, и скомпилированные двоичные файлы доступны для различных платформ. Она доступна по лицензии W3C (пермиссивной, BSD-подобной лицензии). Новые версии в виде исходного кода, а также скомпилированных пакетов для различных ОС, доступны через репозиторий GitHub.
Примеры исправлений, которые она может внести в плохой HTML:
- исправлять смешанные теги
- исправлять пропущенные или некорректные закрывающие теги
- добавлять пропущенные элементы (некоторые теги, кавычки и т. п.)
- сообщать о проприетарных HTML-расширениях
- изменить макет разметки на предопределенный стиль
- преобразовать символы из некоторых кодировок в HTML-последовательности